# Diamesa mongolica
Diamesa mongolica är en tvåvingeart som beskrevs av Serra-tosio 1983. Diamesa mongolica ingår i släktet Diamesa och familjen fjädermyggor.
Artens utbredningsområde är Mongoliet. Inga underarter finns listade i Catalogue of Life.